# WCBS-TV
WCBS-TV는 미국의 뉴욕주의 뉴욕을 권역으로 하는 CBS 계열 텔레비전 방송국이다. 채널 번호는 2번이다. 보조채널(채널 2.2)로 뉴스 채널인 CBSNY+(CBS New York Plus)를 방송하고있다.
CBS의 뉴욕 직영국인 CBS 뉴욕에 소속되어 있으며, 자매채널로 독립 방송국인 WLNY-TV(채널 55)를 보유하고 있다.
WCBS-TV의 스튜디오가 위치한 CBS 브로드캐스팅 센터와 송신기는 미드타운 맨해튼의 엠파이어 스테이트 빌딩에 있다.

## 연혁
WCBS-TV의 시작은 1931년 7월 21일에 CBS에서 시험 방송국으로 개국한 W2XAB로 보고 있다. 1932년 11월 3일에 대통령 선거를 처음으로 텔레비전으로 중계하였다. 이후 1941년 6월 24일 WCBW로 변경하여 정규 방송을 실시하고, 처음으로 지역 뉴스를 방송하였다.
1942년 4월 10일에는 연방 통신위원회(FCC)에서 정식 라이센스를 취득하였고, FCC는 같은 도시의 라디오 방송국을 소유한 TV 방송국이 동일한 호출부호를 사용하도록 허용하면서 1946년 11월 1일에 WCBS-TV로 변경되었다.
1951년 8월 11일에는 브루클린 다저스와 보스턴 브레이브스와의 야구 경기 방송을 통해 처음으로 컬러 방송을 실시하였다. 당시에는 '필드 연속 컬러 시스템'으로 기존 흑백 방송과 호환되지 않았다. 이후 1953년 흑백 방송과 호환되는 NTSC방식의 컬러 방송을 실시하였다.
2002년부터 2004년까지 YES 네트워크에서 기획하는 뉴욕 양키스 경기의 독점 방송 권한을 가졌으나, 2005년부터 마이네트워크TV계열 방송국인 WWOR-TV로 권한을 넘겨주었다.
2006년 9월에는 날씨 전문 케이블·위성 방송국 The Weather Channel과 제휴하였다.
2011년 12월 12일에는 리버 헤드에 위치한 WLNY-TV를 5,500만 달러에 인수하였다.

## 뉴스 제목
- News of the Night (1950s)
- The Six O'Clock Report/The Eleven O'Clock Report (1960–1964)
- Channel 2 News (1964–1996)[1]
- WCBS-TV News (alternate branding, 1967–1972)
- Channel 2 News: Six O'Clock Report/Eleven O'Clock Report (Update) (1976–1982)
- 2 News (1996–1997)
- News 2 (1997–2001)[2]
- CBS 2 News (2001–현재)[3]

## 자매 방송국
- 중파 방송 : WCBS (AM), WFAN, WINS
- FM 방송 : WCBS-FM, WFAN-FM, WBMP (FM), WWFS
- 텔레비전 방송 : WLNY-TV

## 같이 보기
- CBS (미국의 방송사)